# Cool jazz

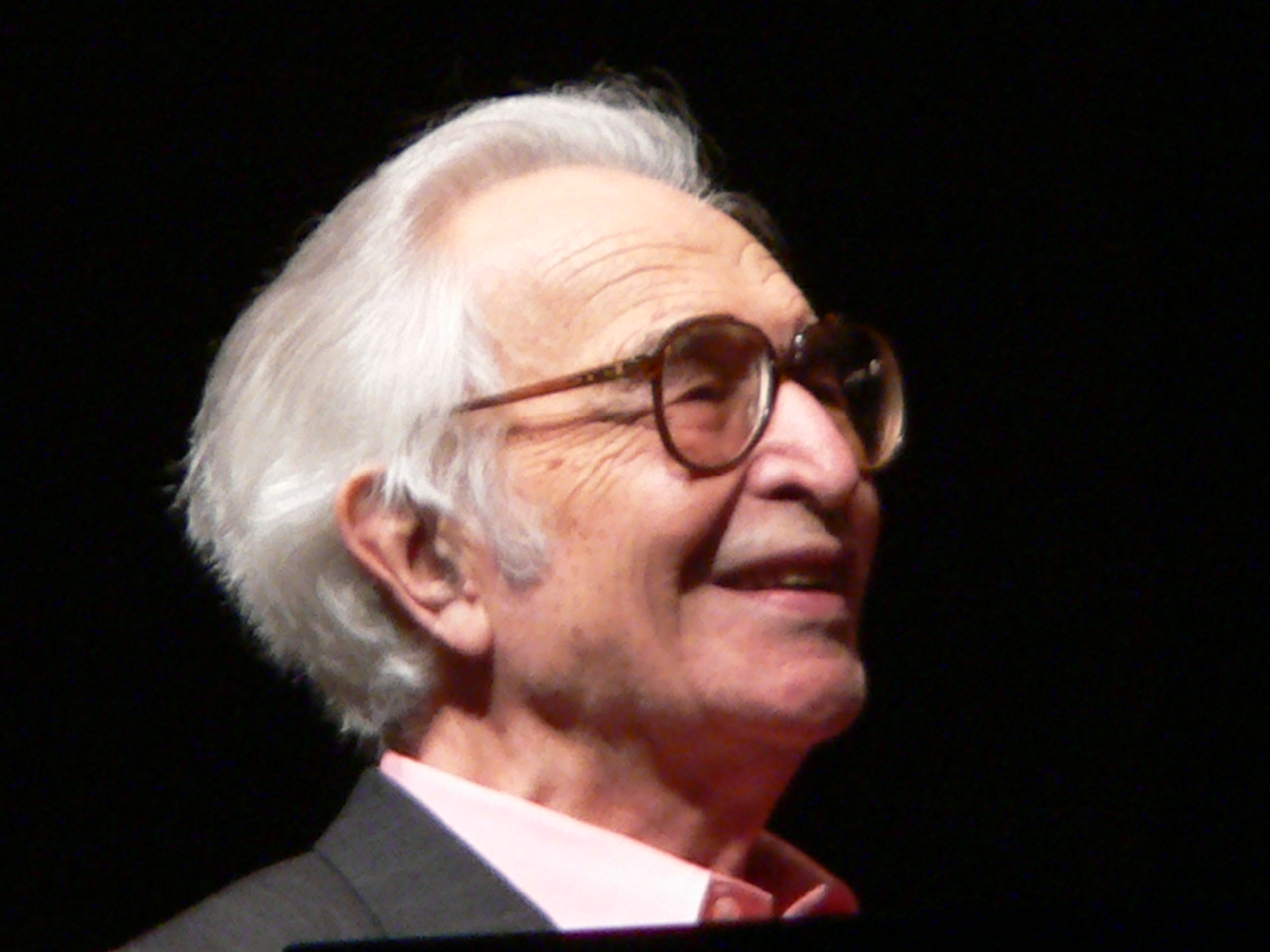
Jedna z cooljazzových ikon — Dave Brubeck (2005)

Cool jazz je forma jazzu, která vznikla koncem čtyřicátých a začátkem padesátých let 20. století v New Yorku. Po roce 1946 se hodně jazzových hudebníků přemístilo z Kalifornie do New Yorku. Většina z nich byli Afroameričané, kteří znali velmi dobře bebop, nicméně byli také ovlivněni swingem, tak jak ho hráli Lester Young či Coleman Hawkins. Zrodil se tak cool jazz — hudba mnohem jemnější a melodičtější než bebop. Byl mnohem uvolněnější a romantičtější, i když harmonie ctil stejně jako bebop. První desky typické pro cool jazz nahrál Orchestr Claudea Thornhilla v aranžích Gila Evanse. Thornhillova skladba Snowfall se hraje dodnes. K dalším hudebníkům, kteří stáli u zrodu cool jazzu můžeme počítat Lennie Tristana, Billyho Bauera či Warneho Marshe. Největší rozmach cool jazzu byl ale určitě v padesátých letech. V té době také vznikly Miles Davisovy desky Birth of the Cool (1957) a Kind of Blue (1959), které patří k nejdůležitějším deskám v jazzové historii vůbec.

## Cooljazzoví hudebníci
- Miles Davisův nonet z let 1949–50, a to i za spolupráce s Gilem Evansem (1957–63)
- The Gil Evans Orchestra (1957-64)
- Bill Evans
- Gerry Mulligan s Chetem Bakerem
- Lee Konitz (s Tristanem, Claude Thornhillem, Evansem či Davisem)
- Dave Brubeck a Paul Desmond
- Stan Getz
- Chico Hamilton
- George Shearing
- Vince Guaraldi
- Shelly Manne
- Modern Jazz Quartet
- Lester Young
- Chet Baker
- John Lewis